# ترائوچی ماساتاکه
ترااوچی ماساتاکه (انگلیسی: Terauchi Masatake؛ زاده ۵ فوریهٔ ۱۸۵۲ درگذشته ۳ نوامبر ۱۹۱۹) یک سیاست‌مدار اهل ژاپن بود.